# 伊朗空旅航空956號班機空難
伊朗空旅航空956號班機是伊朗空旅航空一班的來回德黑蘭梅赫拉巴德國際機場至霍拉馬巴德霍拉馬巴德機場定期航班，2002年2月12日，一架圖-154客機於德黑蘭南方230公里墜毀，機上有119名乘客遇難。
伊朗空旅航空956號班機空難也是伊朗史上第五嚴重的空難。